# Дом Маяковского в переулке Маяковского
Дом В. В. Маяковского в переулке Маяковского — дом, в котором проживал Владимир Маяковский с Лилей и Осипом Брик в период с 1926 по 1930 год. Прежний адрес — Гендриков переулок 15/13 (переименован в переулок Маяковского в 1935 году). Объект культурного наследия федерального значения.

## История дома до 1926 года
Гендриков переулок был назван по фамилии одного из домовладельцев — купца Михаила Гендрикова. Дом в Гендриковом переулке 15/13, в котором впоследствии будет жить Владимир Маяковский, принадлежал семье купцов Толковых. В 1891 году архитектор В. Ф. Жигардович придал дому современный вид.
После революции дом был уплотнён и превращён в коммуналку. Лиля Брик вспоминала, что когда она с Маяковским и Осипом Брик въезжала в квартиру, то во дворе было лишь несколько деревьев и дровяные сараи.

## Квартира в Гендриковом

### Получение квартиры
Маяковский стал задумываться о получении квартиры ещё в 1925 году, когда Лиля и Осип Брик жили в несуществующем уже Водопьяном переулке у Тургеневской площади — «без ванны, ледяная уборная», а комната Маяковского в Лубянском проезде, в семикомнатной коммуналке, стала слишком мала (11,1 м²). В 1926 году, после долгих и мучительных хождений по инстанциям, Маяковский и супруги Брик получили ордер на четырёхкомнатную квартиру № 5 во втором этаже этого дома.
Помещение было в ужасном состоянии — везде грязь, мусор, клопы, оборванные обои, отсутствие удобств.

В 1926 году Маяковский получил комнату в Гендриковом, оттуда выселили нэпманов, там была чудовищная грязь, потолки оклеены бумагой, под которой шуршали клопы… Несколько дней Маяковский, Брик, художник Левин и Незнамов ночевали там на чемоданах — боялись, что кто-нибудь туда вселится. Потом был ремонт, перестройка, выкроили даже ванную. Получилась квартирка принципиальная по своей простоте. Три каюты — Маяковского, Брика и моя и одна кают-компания, столовая. Маяковский был счастлив этой квартирой, наконец-то мы были у себя.
Из воспоминаний Л. Ю. Брик

Поэт пообещал в жилтовариществе, что сам выполнит дорогостоящий ремонт и приложил смету на 3000 рублей, огромную сумму в то время. Маяковский лично разрабатывал план перепланировки квартиры, при которой четыре комнаты не подвергались изменениям, а за счёт уменьшения кухни и ширины передней устраивался совмещённый санитарный узел, а угловая юго-восточная комната получала вход непосредственно из передней, а русская печь заменялась на очаг. После ремонта квартира полностью перешла в собственность поэта.

Принимая во внимание, что поэтом Маяковским в доме № 15 по Гендрикову переулку произведено переустройство квартиры и ремонт последней за его счёт, управление делами президиума Московского Совета считает вполне справедливым оградить интересы посетителя от мероприятий, связанных с возможностью переселения или уплотнения поэта Маяковского.
Специальное письмо исполкома Моссовета. 23 апреля 1926 год

На дверь была повешена медная табличка «Маяковский. Брик» — первая вещь, заказанная Владимиром Маяковским для своей новой квартиры. В Моссовете Маяковскому была выдана бумага, в которой говорилось, что с поэта снята угроза уплотнения. Сразу после этого Владимир Маяковский написал записку в жилтоварищество: «Председателю Жилтоварищества д. 13/15 по Гендрикову переулку. Прошу прописать в моей квартире тт. Л. Ю. Брик и О. М. Брик. В. Маяковский».
Новоселье отмечали в апреле 1926 года.

### Обустройство квартиры
Мебель делали на заказ в Мосдреве, так как комнатки-каюты были крохотными (самая большая комната была четырнадцать метров). Лиля занималась обстановкой — заказывала шкафы, создавала уют. Она сама ездила в мастерские, выбирала фасон полок и шкафов, затем приглашала столяра, который все обмерял, и вместе они разрабатывали удобную и функциональную мебель. Занималась всем она сама, с Владимиром и Осипом только советовалась. Это Лиля придумала сделать в комнате Маяковского откидную полку для бритья, а также на лестницу поставить два старых шкафа для книг (в квартире совсем не было места) и запереть их на большой висячий замок — мало ли что…
Чтобы попасть к Маяковскому и Брикам, необходимо было подняться по крутой деревянной лестнице, после чего гости сначала оказывались в прихожей, где на вешалке висели серое пальто и меховая куртка больших размеров (Маяковский был очень высоким), шляпа и трость. В углу можно было найти плетёную бельевую корзину: в гости могло одновременно прийти до 30 человек, вешалки не хватало, и гости складывали одежду на эту корзину.
В небольшой столовой, в центре, стоял квадратный стол. Чтобы умещалось больше народу, стол раздвигали и ставили по диагонали, если же посетителей было очень много, как, например, в тот вечер, когда Владимир Маяковский впервые читал только что написанную поэму «Хорошо!», стол убирали совсем, а гости сидели на полу.
Мебель в столовой была очень простая и только самая необходимая: стол, шесть стульев, чёрный кожаный диван, буфет. Самовар был непременным атрибутом квартиры — каждый вечер, хозяева и гости пили чай. Почти под потолком, так высоко, что свободно достать мог только Маяковский, была подвешена полка с книгами и пишущей машинкой. Полка и буфет были сделаны по чертежам поэта. В комнате Маяковского было мало художественной литературы — поэт долгое время пользовался библиотекой Осипа Брика.
Общую комнату с белой кафельной печкой обитатели квартиры называли кают-компанией. В ней находился телефон с длинным шнуром, и Маяковский, когда разговаривал по телефону, ходил по всей квартире. За это он называл себя в шутку котом учёным. Владимиру Владимировичу часто звонили из редакций, заказывали стихи, а поэт многих из звонивших приглашал к себе, как он говорил, «обеспечивая себя людьми».
В столовой часто висели афиши Маяковского, ему это очень нравилось. Последней вывешенной афишей в столовой была приурочена к открытию выставки «20 лет работы». За месяц до открытия в квартире в Гендриковом переулке был проведён шутливый юбилей в честь 20-летия работы. Друзья, собравшиеся заранее, встретили поэта дружным криком: «Владимир Маяковский, Тебя воспеть пора. От всех друзей московских Ура, ура, ура!..».
Рядом со столовой-гостиной была небольшая смежная комната — кабинет и спальня Маяковского. Комната была настолько маленькой, что однажды Николай Асеев заметил, что поэт не входит в неё, а словно «натягивает» комнату на себя, как рубашку.
В комнате у окна стоял большой письменный стол, на котором лежали авторучка «Монблан» с золотым пером и последний блокнот поэта с черновыми набросками поэмы «Во весь голос». Там же лежали цветная тушь, краски, большой ластик, французская зажигалка, которой Маяковский никогда не пользовался. В старинном кубке стояли карандаши, ручка, кисти, а рядом была удобная настольная полочка с книгами.
Слева от входа в кабинет стоял платяной шкаф оригинальной конструкции, сделанный по проекту Лили и Владимира, с откидывающейся полочкой для бритвенных принадлежностей и с врезанным в створку зеркальцем, что было очень удобно. В шкафу висела одежда Маяковского, среди которой было много рубашек, которые он любил менять каждый день, а внизу стояли ботинки 45 размера. Также в шкафу хранилась резиновая таз-ванна, которую поэт всегда возил с собой во время своих частых поездок, кожаная сумка-подушка и чемодан с монограммой.
Лиле Юрьевне удалось наладить быт — Аннушка, домработница, всегда вовремя подавала обед, а у обоих мужчин всегда были свежие выглаженные рубашки. Лиле нравился новый дом и она старалась сделать его уютными и гостеприимным.

## Культурная жизнь квартиры
Как много в горке стояло посуды! Я покупала её так: «Дайте, пожалуйста, три дюжины самых дешевых стаканов». Или «тарелок». Ведь к нам ходило так много людей! В столовой каждую неделю было собрание редколлегии журнала «ЛЕФ», а с 27-го года «Нового ЛЕФа», ставили стеклянный бочонок с крюшоном, я делала бутерброды.
Из воспоминаний Л. Ю. Брик

Квартира Маяковского-Бриков очень скоро стала центром культурной жизни Москвы и штаб-квартирой ЛЕФа. Редактор газеты «Кино» П. В. Незнамов как-то сказал о квартире в Гендрикове «не квартира — порох». Здесь бывали поэты, художники, писатели, актёры, работники кино, устраивались читки новых произведений, велись дискуссии и обсуждения. У Маяковского можно было познакомиться с такими людьми, как М. Кольцов, В. Вешневский, Т. Драйзер, Д. Ривера, Н. Хикметов, Пабло Неруда, Николас Гильен, Жоржи Амаду, Алексис Паринис и Лиля Герреро и даже с сотрудниками ОГПУ (например с Яковом Аграновом и Эльбертом, по кличке Сноб).
На «Лефовских вторниках» можно было встретить Н. Асеева, С. Третьякова, Б. Пастернака, В. Шкловского, В. Мейерхольда, С. Эйзенштейна, которые играли в карты, спорили и редактировали номера.
Остались воспоминания Диего Риверы о посещении квартиры Маяковского:

В один очень холодный вечер Маяковский пригласил нас к себе в дом, где теперь библиотека-музей его имени. Там было жарко, как в печи, и там действительно пылал энтузиазм тех, на чью долю выпала радость и честь воспользоваться гостеприимством гения. Нас было много в его доме… К Маяковскому пришли люди, знаменитые уже тогда, и люди, которые стали знаменитыми впоследствии. Среди первых был Теодор Драйзер…

Именно в этом доме 27 сентября 1927 г. впервые была прочитана поэма «Хорошо!», 26 декабря 1928 г. здесь читалась пьеса «Клоп», в сентябре 1929 г. — «Баня». Чтения поэмы очень ждали. Давно было известно, что Маяковский готовил что-то особенное к десятилетию Октября. Кроме участников группы ЛЕФ — сотрудников журнала «Новый ЛЕФ», на премьеру поэмы Маяковского пришли специально приглашённые гости. Среди слушателей были А. В. Луначарский, литераторы из РАППа — А. А. Фадеев, Л. Авербах, друзья и знакомые Маяковского, связанные с ним по работе в газете. Разговор о поэме после чтения был очень оживлённый. «Стульев не хватило. Сидели на подоконниках, на ручках кресел» — так много было слушателей.
Новый 1929 год встречали в Гендриковом шумно. Пастернак вспоминал, как в течение новогодней ночи перебрался от Пильняка к Маяковскому:

От Пильняка в 4 часа с Женей (из Петровского парка) отправились на другой конец света за Таганку, к Маяковскому, где не был больше двух лет.

Примерно то же произошло и через год. Новогодний праздник в 1930 году как буржуазный пережиток был официально отменён.

Маяковский подчинился, но, как многие, перенес традиционный праздник на сутки раньше. 30 декабря в Гендриковом переулке собрались гости. Пастернак, как в прошлые новогодние ночи, пришёл уже под утро, одновременно со Шкловским. Всем было уже не до разговоров, гости расходились. Пастернак ушёл через несколько минут.

Это была предпоследняя встреча Пастернака с Маяковским — 17 марта они встретились ещё один раз на премьере «Бани» в театре Мейерхольда.

## Смерть Маяковского
14 апреля 1930 г. Маяковский совершил самоубийство в своём кабинете на Лубянке. Пастернак, узнав о случившемся, сразу помчался туда. При нём тело перевезли в Гендриков переулок, куда Пастернак отправился следом на трамвае:

В передней и столовой стояли и сидели в шапках и без шапок. Он лежал дальше, в своём кабинете. Дверь из передней в Лилину комнату была открыта, и у порога, прижав голову к притолоке, плакал Асеев.

В тот же вечер Пастернак снова пришёл в квартиру в Гендриковом:

Когда я пришёл туда вечером, он лежал уже в гробу. Лица наполнявшие комнату днём, успели смениться другими. Было довольно тихо. Уже почти не плакали. Вдруг внизу, под окном, мне вообразилась его жизнь, теперь уже начисто прошлая. Она пошла вбок от окна в виде какой-то тихой, обсаженной деревьями улицы, вроде Поварской.

Позже тело поэта было перевезено в клуб писателей на улице Воровского для прощания. Газета «Правда» 15 апреля 1930 года писала: «Умер большой революционный поэт, умер мастер писательского цеха, неутомимый каменщик социалистической стройки». Огромное количество людей пришло проводить Владимира Маяковского в последний путь.

## Дом после смерти поэта

### Создание музея
После смерти поэта, в середине 1930 года, Брики переехали в новую квартиру в Спасопесковском переулке в кооперативном доме, которая досталась по наследству от Маяковского, и перевезли туда для сохранности всю обстановку и все вещи из Гендрикова переулка.
В 1935 году Л. Ю. Брик и её окружение написали письмо И. В. Сталину, в котором просили о содействии в создании музея В. В. Маяковского в Гендриковом переулке, а также в создании в том же доме специализированной библиотеки имени Маяковского. В письме говорилось о том, что Маяковского забывают, его стихи исключают из школьной программы, а также говорилось о бездействии и бюрократических проволочках со стороны руководящих структур. Лиля Юрьевна подчеркивала, что одной ей не справиться, и поэтому она решилась обратиться на прямую к Сталину, чтобы «реализовать огромное революционное наследие Маяковского». На этом письме Сталин написал резолюцию: «Маяковский был и остаётся лучшим, талантливейшим поэтом нашей советской эпохи. Безразличие к его памяти и его произведениям — преступление».
Эта резолюция была опубликована в газете «Правда» 5 декабря 1935 года в редакционной подборке материала о Маяковском. Там же было опубликовано, что «Московский совет постановил создать в доме, где жил Маяковский (Гендриков пер., д 13/15), Библиотеку-музей имени В. Маяковского», а также, что Гендриков переулок будет переименован в переулок Маяковского.
В 1936 году началась подготовка к открытию музея теперь уже в переулке Маяковского. К зданию был пристроен одноэтажный читальный зал, а к фасаду, обращённому к соседнему по переулку дому, примкнула одноэтажная пристройка для размещения подсобных помещений с устройством под частью её подвала. Внутренняя перепланировка обоих этажей была произведена в соответствии с новым назначением дома, а квартира Маяковского отреставрирована. Также перед архитекторами встала нелегкая задача — необходимо было выделить дом В. В. Маяковского среди обыкновенной, окружающей дом застройки. Было принято оригинальное решение — на глухой стене соседнего дома разместить строки из поэмы «Владимир Ильич Ленин»:

Я
всю свою
звонкую силу поэта
Тебе отдаю,
атакующий класс.

14 апреля 1937 года по Наркомпросу РСФСР был отдан приказ за подписью Н. К. Крупской, который гласил:

На основании решения СНК СССР от 4.II-1937 г. и СНК РСФСР от 4.IV-37 года включить в число научных учреждений Наркомпроса по Библиотечному управлению Библиотеку-музей Маяковского. Библиотечному управлению и дирекции Библиотеки-музея Маяковского провести необходимые мероприятия по оборудованию читальни, обработке книжного фонда, восстановлению квартиры поэта в целях обеспечения к открытию этого учреждения 7 (19)VII-37г. в годовщину поэта.

Тогда же директором музея была назначена Агния Семеновна Езерская, которую Надежда Константиновна хорошо знала, и которая активно включилась в работу.
Осип Максимович и Лиля Юрьевна также активно помогали: «они ещё в 1936 году реставрировали и уже привезли всю хранившуюся у них после смерти Маяковского крупную мебель из всех комнат этой квартиры, а сейчас через день приезжают и привозят одежду, бельё, обувь, книги, посуду, бытовые вещи и много всяких предметов и мелочей, которыми пользовался Маяковский и которых касались его руки».
23 декабря 1937 года был издан ещё один приказ Наркомпроса «Об открытии библиотеки-музея В. В. Маяковского», за подписью Крупской:

Утвердить положение о библиотеке В. Маяковского. Положение о музее утвердить дополнительно. Открыть со 2 января 1938 г. читальный зал и справочный библиографический кабинет библиотеки-музея.

### Открытие музея
В 1938 году свои двери для посетителей сначала распахнул читальный зал, а затем, в апреле, музейная часть с мемориальной и литературной экспозицией.
Квартира была восстановлена в том виде, в каком она была при жизни поэта — тот же диван, стол, письменный набор, корреспондентский номер «Комсомольской правды», на стене висел портрет В. И. Ленина. В музее была создана атмосфера присутствия
поэта.
В музее посетители могли не только осмотреть кабинет поэта и столовую (эти две комнат были сохранены как мемориальные), но также узнать о его жизненном и творческом пути, услышать голос Маяковского и его стихи в исполнении лучших чтецов.
На первом этаже дома располагался отдел фондов, где бережно хранились 269 рукописей поэта, насчитывающих 1500 страниц, 68 записных книжек, письма Маяковского и к нему, книги с дарственными надписями, фотографии и др. Книжный фонд читального зала библиотеки насчитывал 165000 книг, журналов, газетных вырезок. В библиотеке были собраны прижизненные и другие издания Маяковского на русском языке, на иностранных языках, а также печатные материалы о нём.
В конце 1938 года обнаружилось, что некоторые места сруба поражены древесным грибком, в связи с чем дом пришлось закрыть на реставрационные и профилактические работы до 1940 года. В это время предметы из музея использовались на передвижной выставке в Сочи. Однако несмотря на закрытие музея, исследовательская деятельность и работа по пополнению фондов не прекращалась. Продолжалось благоустройство примузейной территории.

### Музей в годы войны
С начала войны музей был переведён на военное положение, начались ночные дежурства сотрудников, главной целью которых было недопущение возникновения пожаров из-за налётов и обстрелов Москвы немецкой авиацией. В материалах музея и сегодня можно найти график дежурства 30.06.1941 года, где расписаны дежурства тринадцати сотрудников, и в их числе — директора музея Езерской.
18 декабря 1941 года 23 ящика с музейными ценностями и книгами были эвакуированы в город Молотов (так называлась Пермь с 1940 по 1957 годы), а часть вещей для сохранности была закопана в землю примузейного сада — киноплёнки, записи голоса Маяковского, стекло (посуда из шкафа в столовой), два электрических чайника, настольные лампы, самовар, скульптура, мемориальная доска и другие вещи. Сотрудники музея создали своеобразную карту, на которой указали места, где были закопаны вещи. Сотрудники также проводили художественную фиксацию вещей, делали замеры, чтобы в случае утраты вещи можно было восстановить. Всю войну велись подробные дневники.
Музей не прекращал своей просветительской деятельности — шла работа с посетителями, читались лекции, отсылали книги Маяковского на фронт и т. д.
Семь сотрудников музея, особенно преданных своему делу, были награждены медалями за оборону Москвы.
Среди редких и ценных военных экспонатов музея можно было выделить письма, присланные в музей во время войны с фронта. В музее находилась фронтовая реликвия — поэма «Владимир Ильич Ленин». Бережно хранилась книга стихов Маяковского, пробитая осколком снаряда под Сталинградом.

### Послевоенное время. Закрытие
После войны музей стал одним из самых посещаемых и популярных музеев Москвы. В музее активно читались лекции, звучал голос Маяковского, показывались фильмы с его участием.
Активно пополнялся библиотечный фонд, насчитывавший к тому времени уже около 70 тысяч томов, в том числе и уникальные прижизненные издания поэта и его современников.
В 1955 году перед домом, в тенистом саду, была установлена бронзовая скульптура В. В. Маяковского. Автор — молодой грузинский скульптор Гурам Кордзахия, архитектор Д. Н. Мордебадзе. Сейчас этой скульптуры уже нет.
Но особый интерес вызывали музейные выставки 1950—1960 годов — они были посвящены не только Владимиру Маяковскому, но художникам-авангардистам — современникам поэта, иллюстраторам его первых книг — художникам, о которых тогда практически ничего не говорилось. В организации подобных выставок сотрудникам музея помогал коллекционер Н. И. Харджиев. На выставках были представлены работы таких мастеров как Александр Родченко и Варвара Степанова, Елена Гуро, Михаил Ларионов и Наталья Гончарова, Марк Шагал, Казимир Малевич, Владимир Татлин, Давид Бурлюк и др.
Библиотека-музей В. В. Маяковского в переулке Маяковского была закрыта в 1972 году в связи с решением перенести музей и создать новую экспозицию в мемориальном здании на Лубянке.
Решению о закрытии музея в переулке Маяковского предшествовали ожесточённые споры вокруг биографии поэта и судьбы музея. Боролись две стороны — «партийно-государственная» (сестра поэта Л. В. Маяковская, В. В. Воронцов) и «либеральная» (Л. Ю. Брик, К. М. Симонов).
24 октября 1967 года состоялось заседание ЦК КПСС, где был рассмотрен вопрос «О музее В. В. Маяковского». На заседании было решено:

Признать целесообразным перевод существующего ныне музея В. В. Маяковского из помещения в Гендриковом переулке в дом № 3/6 по проезду Серова, где поэт жил с 1919 по 1930 годы и где им созданы все основные произведения.

За 25 лет существования музея в нём побывало свыше полумиллиона человек.

### Современное состояние
После закрытия музея архив был перевезён в Лубянский проезд, но за музеем оставалась и квартира Маяковского-Бриков в Гендриковом переулке, где планировалось разместить библиотеку. В то время в квартире ещё оставалась мебель и личные вещи Маяковского, иногда там проводились съёмки, но юридически дом Управлению культуры не принадлежал
В 2003 г. дом с мемориальной квартирой был перестроен, все вещи перевезены на Лубянский проезд, от мемориального пространства квартиры практически ничего не осталось.
С 1990-х гг. здесь размещается Культурно-информационный центр Посольства Республики Корея.